# Eumerus cilaosiacus
Eumerus cilaosiacus är en tvåvingeart som beskrevs av Kassebeer 2000. Eumerus cilaosiacus ingår i släktet månblomflugor, och familjen blomflugor. Inga underarter finns listade i Catalogue of Life.